# Mike Leander
Mike Leander, geboren als Michael George Farr (Walthamstow , 30 juni 1941 – Londen, 18 april 1996), was een Britse arrangeur, songwriter en producent.

## Biografie
Leander, geboren in Walthamstow, Oost-Londen, won een studiebeurs voor de Bancroft's School in Woodford Green, Essex, waar hij van 1952 tot 1959 werd opgeleid.
Mike Leander begon zijn carrière als arrangeur bij Decca Records in 1963 en Bell Records in 1972 en werkte samen met musici als Marianne Faithfull, Billy Fury, Marc Bolan, Joe Cocker, The Small Faces, Van Morrison, Alan Price, Peter Frampton, Keith Richards, Shirley Bassey, Lulu, Jimmy Page, Roy Orbison, Brian Jones en Gene Pitney. Hij is misschien het best bekend als co-schrijver en producent van Gary Glitter in de jaren 1970. Mike Leander werkte als producent en arrangeur bij Ben E. King en The Drifters bij het platenlabel Atlantic Records. Later werd hij door Paul McCartney gevraagd om She's Leaving Home van The Beatles van het Sgt. Pepper's Lonely Hearts Club Band-album te arrangeren, omdat de belangrijkste producent en arrangeur George Martin van The Beatles op dat moment niet beschikbaar was. Leander werd zo de enige orkestarrangeur, behalve Martin, die werkte aan de opname van een Beatles-basisnummer.
Hij was uitvoerend producent van het Andrew Lloyd Webber/Tim Rice conceptalbum Jesus Christ Superstar en schreef eind jaren 1960 partituren voor verschillende films, waaronder Privilege met Paul Jones en Jean Shrimpton, Run a Crooked Mile met Mary Tyler Moore en Louis Jourdan en The Adding Machine met Billie Whitelaw en Milo O'Shea. Leander werkte voor het eerst samen met zanger Paul Raven (geboren als Paul Francis Gadd) in 1968 en produceerde verschillende singles voor hem bij MCA Records (nu Universal Music Group), hetgeen leidde tot Ravens rol in Jesus Christ Superstar. Raven werd later Gary Glitter en de twee begonnen een aan/uit-werkrelatie, die zou duren tot Leanders dood. De samenwerking produceerde een reeks glamoureuze rockhits, waarvan Leander veel samen met Glitter schreef, beginnend in 1972 met Rock and Roll, Parts 1 and 2, dat #2 bereikte in de Britse singleschart, #1 in Frankrijk en ook in de top 10 in veel andere landen, waaronder de Verenigde Staten. Dit werd gevolgd door nog eens elf Britse Top 10-singles, waaronder drie Britse hitsingles: I'm the Leader of the Gang (I Am) (1973), I Love You Love Me Love (1973) en Always Yours (1974). In de jaren 1980 schreef hij de musical Matador, die Tom Jones een hitalbum en single opleverde, A Boy from Nowhere.

## Privéleven en overlijden
Hij trouwde in 1974 met Penny Carter (geb. 1947) en ze kregen twee kinderen. Ze bleven samen tot zijn dood in april 1996 door kanker in 1996. Mike Leander werd 54 jaar
- Bibsys: 43771
- Biblioteca Nacional de España: XX996509
- Bibliothèque nationale de France: cb138310077 (data)
- Gemeinsame Normdatei: 134569350
- International Standard Name Identifier: 0000 0001 1878 493X
- Library of Congress Control Number: no2007016357
- MusicBrainz: 8d82e41d-d267-4530-9f59-2872d3b5fbb8
- Nederlandse Thesaurus van Auteursnamen: 074119877
- Istituto Centrale per il Catalogo Unico: TO0V547786
- Virtual International Authority File: 79675986
- WorldCat: E39PBJtCFcbcWP8m77kvxJXjmd